# Mennica w Kłodzku
Mennica w Kłodzku – działająca w Kłodzku mennica:
- hrabiowska, w której:
  - Puta z Czastowic (1420–1434) bił ok. 1426 r. halerze,
  - Haszko z Waldsteinu bił ok. 1437 r. halerze,
  - Jerzy z Podiebradu (1452–1462) bił ok. 1455 r. halerze,
  - Henryk I Podiebradowicz (1462–1498) bił ok. 1465 r. halerze,
  - Ulryk z Hardeku (1501–1522) bił:
    - halerze,
    - denary typu śląskiego,
    - denary typu czeskiego,
    - denary typu austriackiego,
    - guldeny,

  - Jan z Hardeku (1522-1533) bił w 1531 r. halerze,
  - Jan z Bersteinu (1537–1549) bił:
    - halerze,
    - ⅛ talara
    - ćwierćtalary,
    - półtalary,
    - talary,
    - dukaty,

  - Ernest Bawarski (1549–1554) bił:
    - talary,
    - dukaty,
- cesarska, w której Ferdynand III (1627–1654) bił 3 krajcary,
- pruska, w której Fryderyk Wilhelm III (1797–1840) bił oznaczone monogramem G:
  - groszyki[2][3],
  - 3 krajcary[4],
  - 9 krajcarów[5],
  - 18 krajcarów[6],
  - 4 grosze[7],
  - talary[8][9].